# Amaurobius intermedius
Amaurobius intermedius är en spindelart som beskrevs av Robin Ernest Leech 1972. Amaurobius intermedius ingår i släktet Amaurobius och familjen mörkerspindlar. Inga underarter finns listade i Catalogue of Life.